# 322 a. C.
El año 322 a. C. fue un año del calendario romano prejuliano. En el Imperio romano se conocía como el Año del Consulado de Ruliano y Curvo (o menos frecuentemente, año 432 Ab urbe condita).

## Acontecimientos
- Antípatro de Macedonia derrota a los griegos en Cranón, confirmando su sujeción a los macedonios. Cf. Batalla de Cranón.
- Chandragupta Maurya se transforma en el primer regente del imperio Maurya en la India.
- La poderosa Dinastía Maurya logra unificar casi todo el subcontinente indio bajo una única autoridad. El rey Chandragupta controlaba todo el territorio desde la capital Pataliputra (actualmente Patna), mediante un desarrollado sistema burocrático de gobierno central y local.[1]

## Fallecimientos
- Aristóteles, filósofo griego (n. 384 a. C.).
- Demóstenes, orador y político ateniense (n. 384 a. C.).
- Hipérides, político y orador ateniense (n. 389 a. C.).